# جين فرازير
جين فرازير (بالإنجليزية: Jane Fraser)‏ هي كاتِبة أمريكية، ولدت في 1942.